# La casa al final de la calle
La casa al final de la calle es una telenovela mexicana dirigida por Jorge Fons, producida por Juan Osorio para la cadena Televisa, Se emitió por El Canal de las Estrellas entre el 16 de enero y el 8 de septiembre de 1989, Fue protagonizada por Angélica Aragón, Leticia Calderón, Héctor Bonilla y Eduardo Palomo. Contó con las actuaciones antagónicas de Martha Verduzco y José Alonso, además de las actuaciones estelares de Luis Bayardo, Saby Kamalich, Margarita Gralia y Guillermo García Cantú.

## Argumento
En Londres, Leonor Altamirano se entera de la muerte de su abuela, doña Eva Estrada, una mujer de la alta sociedad mexicana. Esta noticia le produce sentimientos contradictorios a Leonor, ya que, aunque adoraba a su abuela, nunca la perdonó por mandarla junto con su hermana a Europa. Doña Eva siempre fue famosa por su gran belleza, la cual, misteriosamente, ni la vejez pudo borrar. Obsesionada con conservarla, Eva alejó a sus nietas para que no las asociaran con el estereotipo de la abuela.
Leonor viaja a París a buscar a su hermana, Teresa, una aspirante a actriz a quien hacía tiempo no veía. Teresa es un espíritu libre a quien le molestan los aires puros de su hermana, pero accede a acompañarla a México. 
Llegan a un país que les resulta extraño, ya que lo abandonaron en su infancia. Ahí, las hermanas Altamirano se encuentran con varias sorpresas desagradables, sobre todo porque las amistades de su abuela insisten en contarles rumores sobre su muerte. Al parecer, Eva vivió recluida durante el último año de su vida, pues César Peralta, un joven pintor que fue amante suyo, la apartó de todas sus amistades, por lo que todos lo culpan de su muerte. 
Leonor y Teresa se instalan en la mansión encantada de su abuela, la cual deben compartir con César, de quien Leonor se enamorará. A pesar de que las hermanas se encariñan con su "abuelastro", siguen investigando las causas de la muerte de Eva. Su trabajo de detectives desentierra horribles y peculiares secretos.

## Elenco
- Angélica Aragón - Leonor Altamirano Nájera
- Leticia Calderón - Teresa Altamirano Nájera
- Héctor Bonilla - César Peralta
- Eduardo Palomo - Claudio Juárez
- Martha Verduzco - Eva Estrada
- Luis Bayardo - Roberto Gaytán
- Saby Kamalich - Esperanza de Gaytán
- José Alonso - Bronski
- Margarita Gralia - Rebeca Ulloa
- Guillermo García Cantú - Braulio
- Jorge Molina - Polo
- Lilia Aragón - Iris Carrillo
- Octavio Galindo - Gustavo
- Dunia Zaldívar - Guadalupe
- Gina Moret - Gloria
- Alejandra Peniche - Laura
- Narciso Busquets - Don Renato
- Ernesto Vilchis - Virgilio
- Alejandra Vidal - Elsa
- Paco Rabell - Iglesias
- Maricarmen Vela - Ligia Andrade
- Teresa Rábago - Luisa
- Cecilia Romo - Verónica
- Jaime Ortiz Pino - Dr. Balbuena
- Nando Estevane - Marcelo
- Beatriz Martínez - Dra. Ponce
- Miguel Maciá - Márquez
- Luis de Icaza - Alex
- Blas García - Rubén
- Tere Mondragón - Engracia
- José Luis Padilla - Patricio
- Josefina Echánove - María
- Tina Romero - Marina Durán
- Claudio Obregón - Sergio Escobar
- Luis Couturier - Víctor Gálvez
- Alonso Echánove - Rafael Lozada
- Elizabeth Katz - Eva Estrada (joven)
- Leonor Llausás - Eva Estrada (anciana)
- Guillermo Gil - Óscar
- Angelina Peláez - Alicia
- Martha Papadimitriou - Pilar

## Premios y nominaciones

### Premios TVyNovelas 1990
| Categoría                  | Nominado(a)            | Resultado |
| -------------------------- | ---------------------- | --------- |
| Mejor actriz protagónica   | Angélica Aragón        | Nominada  |
| Mejor actor protagónico    | Héctor Bonilla         | Ganador   |
| Mejor villano              | José Alonso            | Nominado  |
| Mejor actor joven          | Guillermo García Cantú | Nominado  |
| Mejor revelación masculina | Eduardo Palomo         | Ganador   |
| Mejor dirección de escena  | Jorge Fons             | Ganador   |
| Mejor producción           | Juan Osorio            | Ganador   |